# مانغو (فين)
مانغو (بالفارسية: منگو) هي مستوطنة تقع في إيران في قسم فين الريفي.